# St.-Nikolaus-Kirche (St. Nikolaus)

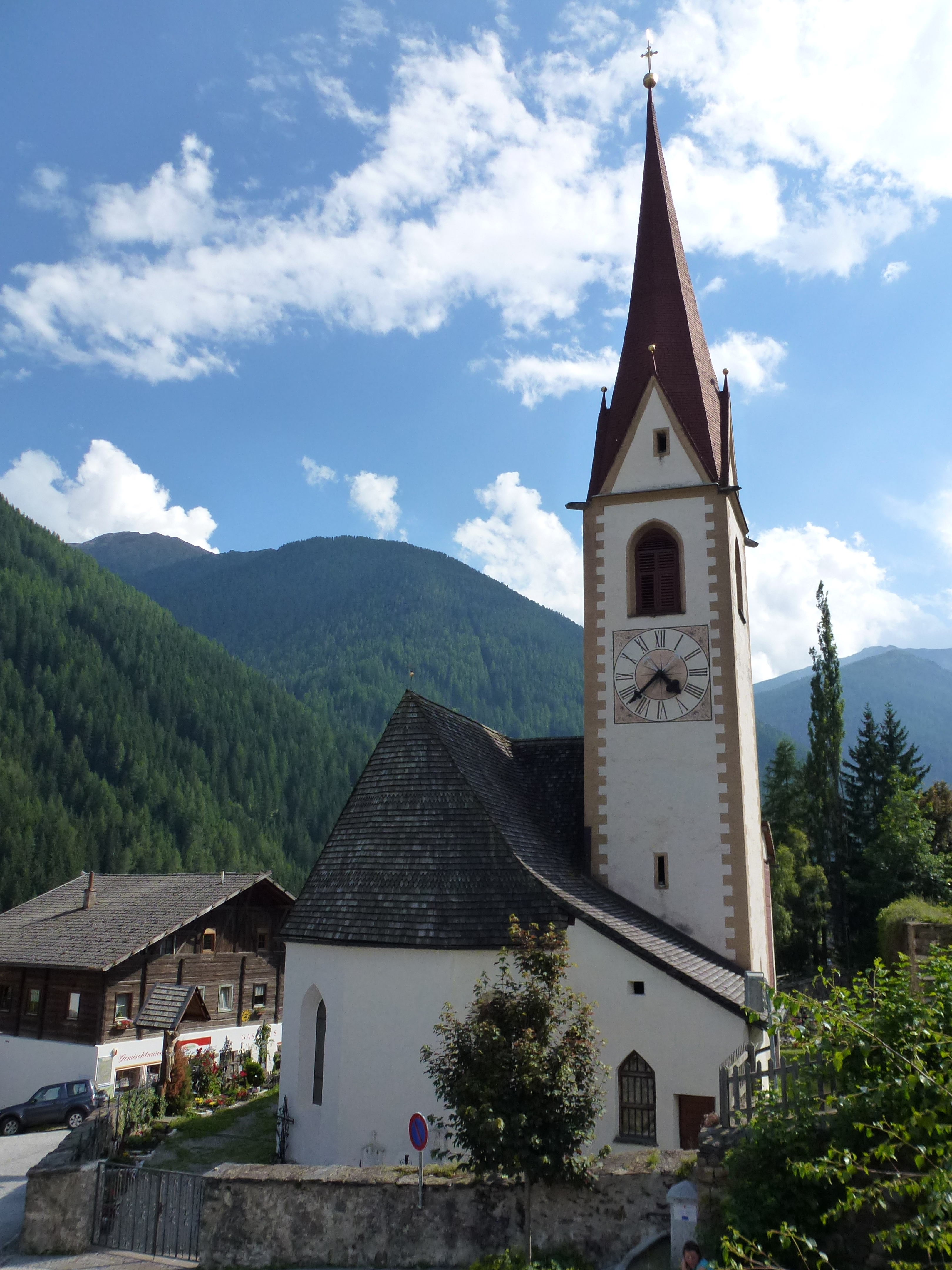
St. Nikolaus

St. Nikolaus ist die römisch-katholische Pfarrkirche des Dorfes St. Nikolaus, einer Fraktion der Gemeinde Ulten in Südtirol. Die Kirche steht unter dem Patronat des Heiligen Nikolaus von Myra sowie des Heiligen Laurentius von Rom. Am 13. Februar 1984 stellte das Südtiroler Landesdenkmalamt die Kirche und den Friedhof unter Denkmalschutz.

## Geschichte

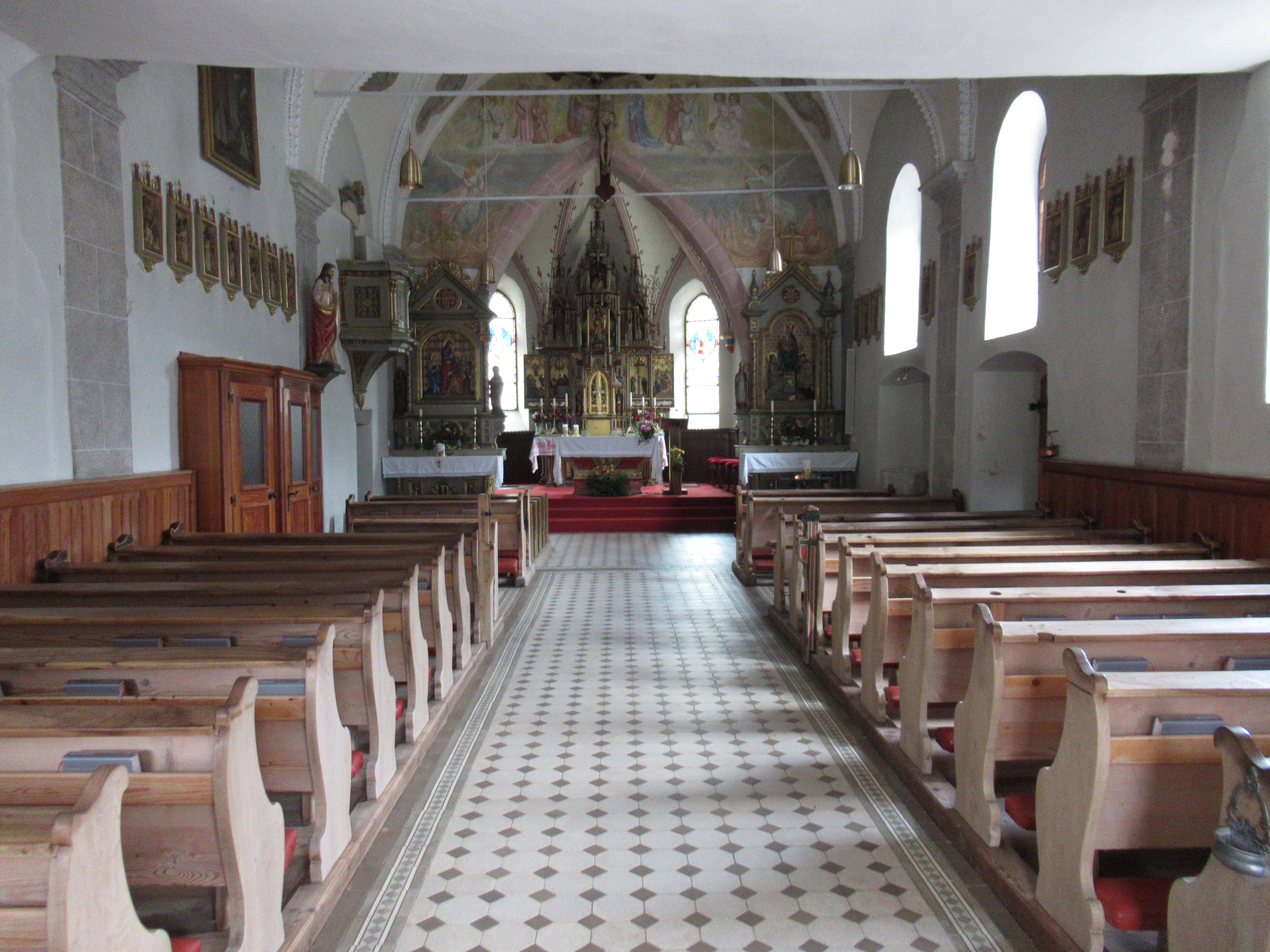
Innenraum

Eine Kapelle wurde 1338 erstmals in einem Ablassbrief erwähnt und 1390 ein weiteres Mal. Bei dem Gotteshaus dürfte es sich zunächst um einen romanischen Bau gehandelt haben. Anfang des 16. Jahrhunderts erfolgte ein Vergrößerung und Umgestaltung der Kirche im gotischen Stil. Seit ihrer Gründung diente St. Nikolaus als Filiale der Mutterpfarre St. Pankraz, die 1640 zur Kuratie erhoben wurde. Das Kirchenpatronat gehörte der Gemeinde selbst.
Im 18. Jahrhundert wurde das Langhaus verlängert und aus diesem Anlass der Innenraum barockisiert. Seit 1750 ist eine Frühmess-Stiftung nachgewiesen. Die Seelsorge der Kuratie umfasste Mitte des 19. Jahrhunderts den größeren Teil des Schwienenwerches sowie den kleineren Teil des Innerwerches. Zu Gunsten einer historisierenden Ausstattung wurde der alte Barockaltar 1887 beseitigt. 1886 erweiterte man den Friedhof. Seit 1925 bildet St. Nikolaus eine eigene Pfarre. In den 1990er Jahren wurden Restaurierungsmaßnahmen durchgeführt.

## Beschreibung
Die Kirche ist einschiffig. Der quadratische, spätgotische Turm ist mit Spitzbogenfenstern und einen Spitzhelm versehen. Der polygonale Chor überspannt eine Kreuzgratgewölbe und das Langhaus ein Tonnengewölbe mit Stichkappen. Zur Ausstattung gehören drei Altäre aus dem 19. Jahrhundert: Ein neugotischer Flügelaltar von Josef Groß und zwei Seitenaltäre im Stil des Historismus. Der Turm verfügt über ein fünfstimmiges Geläut.  